# 蒂约尔内斯区
蒂约尔内斯区是冰岛东北区的市镇。市镇面积为199平方公里，人口数量为60人（2023年）。该市镇在陆地上与诺泽辛接壤，但它有很长的海岸线。